# Барятино (Нижегородская область)
Баря́тино — село в Пильнинском районе Нижегородской области России. Входит в состав Языковского сельсовета.
Село располагается на левом берегу реки Суры.

## География
Село находится на юго-востоке Нижегородской области, в пределах восточной части Приволжской возвышенности, в зоне хвойно-широколиственных лесов, на левом берегу реки Суры, при автодороге 22Н-3430. С селом слилась деревня Карачары.

### Климат
Климат характеризуется как умеренно континентальный, умеренно влажный, с относительно тёплым летом и холодной малоснежной зимой. Среднегодовая температура — 3,4 °C. Средняя температура воздуха самого тёплого месяца (июля) — 18,8 °C (абсолютный максимум — 36 °C); самого холодного (января) — −12,4 °C (абсолютный минимум — −44 °C). Среднегодовое количество атмосферных осадков составляет 500—550 мм.

## Население
| 2002 | 2010 |
| ---- | ---- |
| 206  | ↘159 |

### Национальный состав
Согласно результатам переписи 2002 года, в национальной структуре населения русские составляли 99 % из 206 человек.

## Инфраструктура
Личное подсобное хозяйство с зоной сельскохозяйственного использования, индивидуальная застройка усадебного типа.
Барятинский дом культуры.  Барятинский детский сад.

## Достопримечательности, памятные места
Обелиск воинам погибшим в Великой Отечественной Войне 1941—1945 гг.

## Транспорт
Автобусное сообщение с райцентром. Остановка общественного транспорта «Барятино».
Вблизи проходит автомагистраль М-12 Восток.